# Middlesex Centre
Middlesex Centre – gmina (ang. township) w Kanadzie, w prowincji Ontario, w hrabstwie Middlesex.
Powierzchnia Middlesex Centre to 586,78 km².
Według danych spisu powszechnego z roku 2001 Middlesex Centre liczy 14 242 mieszkańców (24,27 os./km²).